# 헤비사이드돌고래
헤비사이드돌고래(Cephalorhynchus heavisidii, 영어: Heaviside's Dolphin)는 나미비아 해안과 남아프리카 서부 해안에서 발견되는 작은 돌고래의 일종이다. 커머슨돌고래, 칠레돌고래, 헥터돌고래와 함께 흑백돌고래속에 포함된다.